# 2005年热带风暴何塞
热带风暴何塞（英語：Tropical Storm Jose）是2005年8月登陆墨西哥中部的一个持续时间较为短暂的热带风暴，也是2005年大西洋飓风季第10场获得命名的风暴，还是这年第5个登陆墨西哥的北大西洋热带气旋。
系统于8月22日在坎佩切湾形成，次日就从墨西哥韦拉克鲁斯州登陆。从形成到消散，何塞成为热带气旋的时间还不到24小时，但仍然在相应地区产生可观降水。暴雨引发多起泥石流，共计直接夺走6条人命。气旋造成的破坏也很严重，损失数额约为4500万美元（2005年美元）。

## 气象历史
热带风暴何塞源自2005年8月8日离开非洲西海岸的一股东风波。8月13日，系统在中大西洋上空催生出第十号热带低气压，但东风波仍在继续西进，于8月17日进入加勒比海。系统进入尤卡坦半岛，在此期间略有发展，但到了8月21日进入坎佩切湾时，系统关联的对流还是很少。次日早上，由于有反气旋产生非常有利于热带天气系统发展的散度，对流出现爆发性增长。（意为“快速散射仪”）卫星的读数表明，截至协调世界时这天中午12点，系统内已经发展出明确的低气压中心，美国国家飓风中心因此将位于墨西哥韦拉克鲁斯以东约175公里海域的系统归类为本季第十一号热带低气压。
由于行经洋面水温很高，风切变也非常少，低气压得以快速组织，但美国国家飓风中心指出，气旋太过接近陆地，所以即便外界环境非常有利，也没有足够的发展时间。受北侧的中层高压脊影响，低气压总体向正西略偏北侧前进，此后也一直保持这一方向直至消亡。。低气压在西进同时快速强化，仅6小时后就升级成热带风暴并获名“何塞”（Jose）。热带气旋预测模型一度难以准确预报风暴走向，部分模型认为气旋自始至终都不会登陆。何塞继续增强并逼近墨西哥海岸，于8月23日以风力时速90公里的最高强度从该国韦拉克鲁斯州登陆。气旋登陆时正开始形成风眼，但强度仍然远不及萨菲尔-辛普森飓风等级中一级飓风的下限。登陆后，何塞迅速减弱，很快就于当天下午在墨西哥中部山区上空消散，距此前热带低气压形成尚不足24小时。

## 防灾措施和影响
由于热带风暴何塞成形的位置距陆地太近，韦拉克鲁斯州沿海地区收到热带风暴警告时，距气旋登陆已经只剩不到9小时。有关部门于8月22日发布热带风暴警告，生效范围随着何塞强化而向南延伸，直至8月23日何塞登陆后不久再全部中止。美国国家飓风中心在多份公告中强调，风暴的主要威胁来自于降水。
| 市镇             | 降雨量    |
| ---------------- | --------- |
| 米桑特拉         | 264.2毫米 |
| 劳德尔           | 221.7毫米 |
| 库埃察兰         | 156毫米   |
| 利伯塔德         | 152.4毫米 |
| 马丁内斯德拉托雷 | 145.8毫米 |
| 阿托坦加         | 143.5毫米 |
| 新兰乔           | 124毫米   |
| 纳兰吉洛         | 122.9毫米 |

何塞导致农作物、公路和民居受损，韦拉克鲁斯州多个城市的街区被淹，约8万人被迫躲进避难所。该州政府估计风暴造成的破坏价值约为4500万美元（2005年美元）。约有120个市镇降下瓢泼大雨，大部分经济损失都发生在其中8个市镇，分别是马丁内斯德拉托雷、米桑特拉（Misantla）、瑙特拉（Nautla）、圣拉斐尔（San Rafael）、维加德拉托雷（Vega de la Torre）、阿克托潘（Actopan）、卡德尔（Cardel）和乌苏罗加尔万（úrsulo Galván）。估计仅公路基础设施就受到价值3300万美元（2005年美元）的破坏。
据报道，风暴一共导致至少1万6000户民宅和约250平方公里用于放牧的土地受损。此外，还有超过420平方公里的多种庄稼地被淹，其中包括甘蔗、玉米和香蕉。何塞还致使大量船只遗失。有关部门派出90支医疗大队赶赴灾区，减少受灾人群中传染病爆发的风险。
气旋直接导致6人遇难，其中韦拉克鲁斯州的哈拉帕有1人因泥石流丧生，瓦哈卡州也有5人因泥石流死亡。